# Ruíz
Ruíz è un comune del Messico, situato nello stato di Nayarit, il cui capoluogo è la località omonima.
Conta 24.743 abitanti (2015) e ha un'estensione di 900 km²-
La località prende il nome dal generale Mariano Ruiz Montañés (1846-1932), soldato della Rivoluzione e ultimo capo politico del Porfiriato e delle truppe del territorio di Tepic, che visse e governò il territorio fino al 1910.